# Клезмер
Кле́змер, или клезмерская музыка (из идиш קלעזמער‎ [кле(й)змер]; сложносоставное слово из двух корней, восходящих к ивр. כּלֵי‎ [клэй] «инструменты» + זֶמֶר‎ [зэмэр] «напев») — традиционная музыка восточноевропейских евреев (ашкеназов) и особенный стиль её исполнения. Исполнители музыки в этом стиле — кле́змеры (идиш קלעזמער‎ ед.ч. [кле(й)змэр], мн. ч. [клезмо́рим/кле́змерс/кле́змер]).

## Происхождение и история
Краткая еврейская энциклопедия датирует появление названия «клезмер» (в это время относившегося к музыкантам, а не к исполняемой ими музыке) XIV—XV веками, а местом его возникновения называет еврейские общины Германии и соседних стран. Согласно американскому музыковеду Уолтеру Зеэву Фельдману, клезмерские традиции в еврейской этнической музыке начали формироваться в конце XVI — начале XVII веков, одновременно с созданием первых еврейских музыкантских гильдий. Этот процесс способствовал повышению социального статуса музыкантов, и понятие «клезмер» постепенно вытеснило из обихода более раннее и имевшее пренебрежительный оттенок слово «лец» («шут»), которым обозначались также шуты, уличные певцы и танцоры. Термин «клезмер», по мнению Фельдмана, возник не в Германии, а в Богемии и Речи Посполитой, в германские княжества попав только в XVIII веке с притоком в эти страны еврейских музыкантов.
Христианские музыканты оказывали сопротивление приглашению конкурентов-евреев ко двору и не принимали их в свои гильдии, но в регионах, где было относительно мало цыган, в особенности на территории Речи Посполитой, евреи-клезмеры стали большинством среди профессиональных музыкантов. Они концентрировались в городках во владениях отдельных представителей знати, а также в крупных городах, в первую очередь Вильне и Лемберге. К XVIII веку клезмеры стали распространённым культурным явлением и в контролируемой турками Молдавии, прежде всего в её центральном городе Яссах. Клезмеры образовывали закрытые профессиональные касты со своим жаргоном, основанным на языке идиш, и профессия передавалась из поколения в поколение: история некоторых клезмерских родов — в частности, происходивших из Ясс и Бэлця Лемишей — насчитывала более века. Другим примером может служить род клезмеров Друкеров: его родоначальник Эфраим был флейтистом, его сын Файвиш — цимбалистом, внук Шмуэль — трубачом, правнук Шолем-Берл (1798—1896?) — кларнетистом. Сын Шолема-Берла Йосл по прозвищу Стемпеню (1822—1870) стал скрипачом и эту же специальность передал своему шурину Вольфу Чернявскому (1841—1930). Полностью профессиональными музыкантами обычно были только руководители ансамблей, тогда как остальные музыканты как правило имели и другие профессии; в частности, клезмеры фактически монополизировали профессию цирюльника, но часто занимались также шляпным производством и другими ремёслами.
Взаимные соглашения между клезмерскими ансамблями («капеллами» или «компаниями») определяли границы территорий, на которых они играли, и права на репертуар. Услугами клезмеров охотно пользовалась шляхта Речи Посполитой, крупнейшие магнаты даже зазывали к себе евреев-музыкантов из других регионов. Покровительствовали развитию клезмерского искусства и некоторые хасидские дворы — так, в первой половине XIX века собственную «капеллу» содержал любавический ребе, собственный репертуар был у ансамблей, игравших при садигурском и бухушском дворах. Необходимость выступать как на еврейских, так и на нееврейских праздниках, а также в корчмах и тавернах, требовала владения широким репертуаром, включавшим лёгкую классику (Фельдман приводит в качестве примера исполнение полонеза Огинского в качестве аккомпанемента к «кошер-танцу» — традиционному танцу с невестой) и крестьянские танцевальные мелодии (коломыйка, казачок и т. д.), однако большинство клезмеров, как минимум в небольших местечках, не было знакомо с нотной грамотой до последних десятилетий XIX века. Их произведения по этой причине не записывались и в дальнейшем часто фольклоризировались. Первым из клезмеров приобрёл известность как концертный исполнитель цимбалист Михл Гузиков. В дальнейшем прославился скрипач-виртуоз Арн-Мойше Холоденко, известный под прозвищем Педоцер; благодаря тому, что он владел нотной записью, установлено его авторство для ряда сочинений. С распространением нотной грамоты многие клезмеры поступили на работу в оркестры (прежде всего при еврейских театрах). Выходцы из клезмерских семей часто получали музыкальное образование, становясь академическими музыкантами, композиторами или дирижёрами. К их числу относятся, в частности, Михаил Гнесин, Яша Хейфец, основатель одесской скрипичной школы Пётр Столярский, виолончелист Эмануэль Фойерман.
Клезмерская традиция в Европе постепенно размывалась на протяжении первой половины XX века. Ряд авторов связывают это с процессом эмансипации евреев, в том числе с доступностью консерваторского образования и появлением прослойки академических музыкантов-виртуозов. Другой точки зрения придерживается, в частности, санкт-петербургский музыковед Е. Хаздан; согласно ей, более вероятной причиной утраты клезмерской музыкой традиционных позиций стало выведение института брака из рамок общинной жизни и превращение свадьбы во внутреннее дело двух семей и близкого дружеского круга. Во второй половине века клезмерская традиция переживала возрождение в США, где в её основу легли главным образом студийные записи начала века, по многим параметрам отличавшиеся от аутентичных фольклорных аудиоматериалов. Во многих новых клезмерских коллективах евреи были в меньшинстве или даже отсутствовали полностью. По словам Хаздан, этот процесс был не столько восстановлением, сколько «припоминанием» и мифологизацией традиции. Новая музыка была в первую очередь ориентирована не на сопровождение танцев, а на слушание.

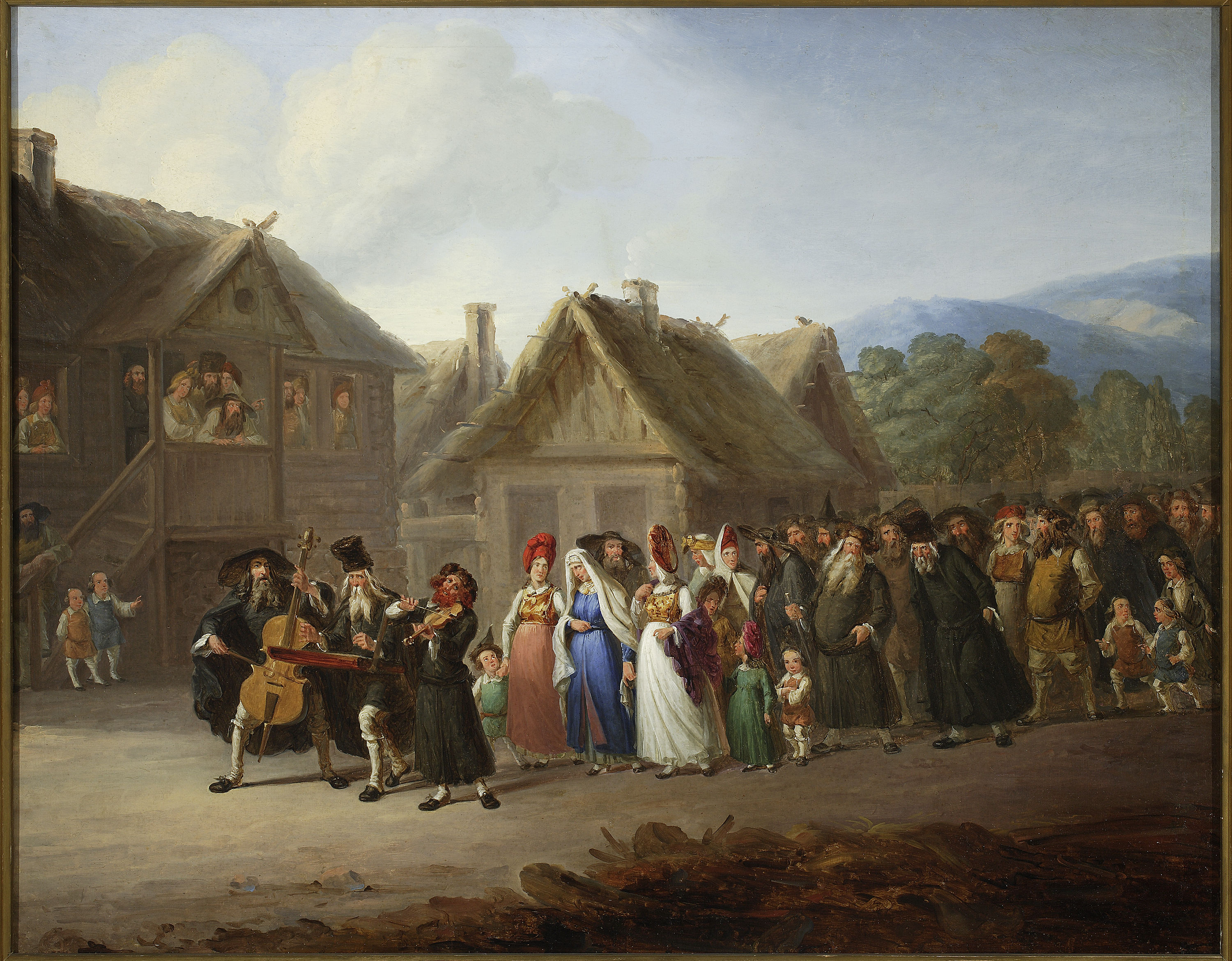
В. Смоковский. Еврейская свадьба (1858).

Деятельность клезмеров до XIX века освещают общинные и гильдейские документы. С XIX века отражение клезмерских традиций встречается в литературе и живописи как у еврейских, так и у нееврейских авторов, причём у последних оно часто более полно. К таким произведениям относятся эпическая поэма Мицкевича «Пан Тадеуш», «Галицкие рассказы» Захер-Мазоха, а также картины Ж.-П. Норблена де ла Гурдена и В. Смоковского.
В начале XX века в России появился интерес к сбору и изучению еврейской музыки и фольклора, включая песни на идиш, народные сказки и инструментальную музыку. Большой вклад в дело изучения клезмеровской музыки внесли экспедиции Ан-ского с участием Ю. Д. Энгеля и З. А. Кисельгофа. Кисельгоф был первым человеком, собравшим большое количество клезмерской музыки . Его последователями, уже в советское время, были такие ученые как М. Я. Береговский и С. Д. Магид. Большая часть материалов, собранных в этих экспедициях хранится в Национальной библиотеке Украины и является частью коллекции, включенной в реестр ЮНЕСКО «Память мира».
Термин «клезмерская музыка» (идиш קלעזמערישע מוזיק‎ [кле́змерише музи́к]) был введён в обиход советским музыковедом Мойше (Моисеем Яковлевичем) Береговским в 1930-х годах (посвящённая этой теме диссертация Береговского была защищена в 1944 году, её материалы частично вошли в книгу, опубликованную в 1987 году). Ряд исследований, посвящённых клезмерской традиции, издан в суверенном Израиле; в их числе монография И. Стучевского «Клезмеры» и глава книги И. Ривкинда «История народного искусства». В Северной Америке, куда переехали многие еврейские музыканты, понятие «клезмер» (часто сокращаемое до «клез») распространилось с музыкантов на стиль музыки, которую они исполняли. В этом дополнительном значении оно в 1970-е годы вернулось в Европу, где клезмерские традиции к тому времени были в значительной степени утеряны.

## Репертуар
Береговский в своих исследованиях разделяет клезмерскую музыку на «музыку для слушания» и «танцевальную музыку». Первоначально клезмерская музыка предназначалась для исполнения на различных праздниках и торжествах. Так, в XVII веке в Праге клезмеры сопровождали уличные празднования Пурим и Симхат Тора и шествия, сопровождавшие внесение в синагогу нового свитка Торы. Со временем в клезмерской музыке сформировались отдельные жанры, соответствующие разным торжествам. Так, этапам церемоний помолвки и свадьбы соответствовали:
- «Гас-нигн» («Уличный напев»), «Зайт гезунт» (дословно — «Будьте здоровы») и «Добранич» (с укр. — «Доброй ночи») — встрече и проводам гостей;
- «Мазл-тов» («Счастья вам») — после помолвки и после хупы;
- «Базецн ди кале» («Посажение невесты») — перед хупой;
- «Тиш-нигн» («Застольный напев»), «Мехутоним-танц» («Танец сватов»), «Бройгез-танц» («Танец обиды») и «Шолем-танц» («Танец примирения»), имитировавшие возможные взаимоотношения в породнившихся семьях, — во время свадебного застолья.

Помимо свадеб и помолвок, клезмеры играли на таких праздниках как Пурим и Ханука, а также в Суккот, Песах и Рош Ходеш и на исходе субботы. Музыка клезмеров сопровождала многочисленные танцы, среди которых наиболее популярным жанром был фрейлехс (вариант: фрейлахс), известный также как хосидл (или хасид — более медленный вариант, который, в отличие от подвижного молодёжного фрейлехса, танцевали представители старшего поколения), рикудл, хопке и караход; схожим, но всё же отличным от фрейлехса был распространённый на Украине танец шер, напоминающий также контрданс. На свадьбах они аккомпанировали рифмованным речам бадхена (еврейского аналога тамады), но еврейские песни традиционно исполнялись без сопровождения клезмеров.

## Музыкальные особенности
Творчество клезмеров на протяжении своей истории испытывало влияние не только еврейской литургической традиции, но и музыкального фольклора окружающих народов, прежде всего (по мнению исследователя клезмерской музыки М. Гольдина), молдавско-румынского и (западно)украинского; согласно Еврейской энциклопедии — немецкого, польского, украинского, румынского. З. Фельдман выделяет пять «музыкальных детерминант», вокруг которых формировался клезмерский стиль и репертуар. Из них только одна, третья, является действительно национальной (а не производной от танцевальных традиций других народов), а две последних — хронологически более поздними:
- «общеевропейская» (так у автора классификации) добарочная танцевальная музыка;
- западноевропейская танцевальная музыка эпохи барокко;
- ашкеназская литургическая традиция;
- «греко-турецкая» музыкальная традиция;
- молдавская (народная) инструментальная музыка[19].

После изгнания турок из Венгрии в конце XVII века в эту страну перебралась часть клезмеров из южной Польши; результатом стало сильное взаимное влияние еврейской, венгерской и цыганской народной музыки в этом регионе; смешанные еврейско-цыганские ансамбли также были рядовым явлением в турецкой Молдавии, а позже в российской Бессарабии. В ходе смешения культур сформировался общий еврейско-молдавский репертуар: так, еврейский танец шер стал народным и у молдаван, обе культуры также восприняли в модифицированной форме греческий народный танец хасапико. В северной Буковине танец хосидл танцевали местные крестьяне под названием «хусит», еврейские музыканты также были причастны к рождению в XIX веке трёхдольной «благородной хоры» (рум. hora boiereasca), ритмы которой перекликаются с обрядовыми музыкальными номерами «Гас-нигн» и «Мазл-тов». Влияние ближневосточной музыки проявляется в строе ряда скрипичных произведений, соответствующем строю турецкой скрипки (в клезмерской традиции известен как «цвей штринес» — «две струны»). Танцевальные мелодии в ближневосточных ритмах носили у восточноевропейских клезмеров название теркишер добриден. Учитывая взаимодействие еврейских общин с окружающими народами, Фельдман предлагает разделять клезмерскую музыку на четыре класса: «сердцевинный» (англ. core) репертуар, переходный (англ. transitional), сотерриториальный (англ. co-territorial) и космополитичный (англ. cosmopolitan).
Клезмерскую музыку отличают экспрессивный стиль исполнения, внезапные изменения темпа, импровизации. Важное место в репертуаре занимали импровизационные мелодии в меняющемся ритме (дойна, таксим) и на постоянной ритмической основе (геданкен), а также исполнение рубато, характеризующееся отклонениями от оригинального ритма (штейгер, зогехтс). Одна из важнейших составляющих свадебного репертуара — кале-базецн, известный также как кале-бавейнен («доведение невесты до слёз»), — исполнялась в виде импровизаций скрипача и цимбалиста в размерах 3/4 и 2/4, диссонирующих с пением бадхена.

## Инструменты

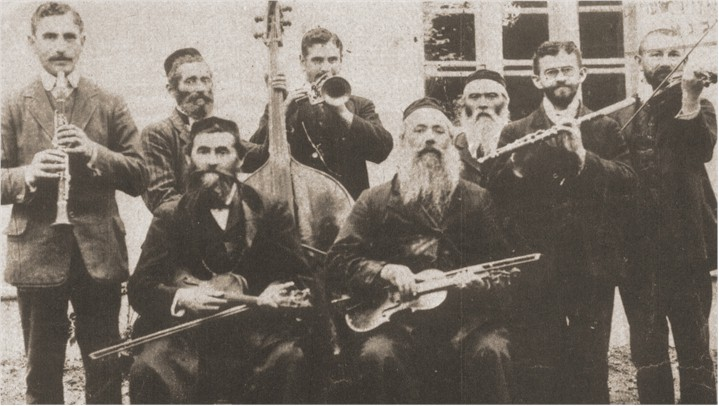
Клезмерская семья Фауст (Украина, Рогатин, 1912 год)

Традиционные клезмерские ансамбли чаще всего были небольшими — от одной до двух скрипок, кларнет, контрабас или туба, цимбалы; к этим инструментам иногда добавлялись флейта, бубен или барабан с тарелками. Часто церемонии сопровождали дуэты (например, двое скрипачей или кларнет и цимбалы) или даже единственный музыкант. Большинство клезмеров были мультиинструменталистами. Относительно поздним дополнением к набору инструментов в клезмерской музыке стал аккордеон; первые известные грамзаписи клезмерской музыки в исполнении аккордеона сделаны в 1920-е годы в США (Е. Хаздан предполагает, что исполнитель-виртуоз, некий Мишка Цыганов, мог эмигрировать в США из Одессы на рубеже веков). Позже аккордеон появляется и в составе клезмерских коллективов, но чаще всего остаётся инструментом поддержки или используется для импровизаций джазового толка. В США, куда из Восточной Европы перебрался ряд молодых исполнителей и где в еврейских ансамблях часто играли бывшие военные музыканты, клезмерская музыка претерпела значительную трансформацию. На протяжении всего одного поколения скрипку, флейту и цимбалы в американской версии клезмера вытеснили кларнет и медные духовые инструменты. В современных «клезмер-бендах» может также использоваться фортепиано.

## Рецепция в России и СССР
В начале XX века ряд еврейских академических композиторов — в основном учеников Н. А. Римского-Корсакова или А. К. Лядова — отметился сочинениями на материале клезмерского репертуара. Среди таких авторов Юлий Энгель, Иосиф Ахрон, Александр Крейн, Михаил Гнесин, Якоб Вейнберг. Среди других академических музыкантов, которые обращались к «еврейской идиоме», С. С. Прокофьев («Увертюра на еврейские темы»), Д. Д. Шостакович, М. С. Вайнберг. Начиная с 1930-х гг. в СССР «еврейская идиома» проникла в эстраду и джаз, проявилась в творчестве И. О. Дунаевского, Л. О. Утёсова, А. Н. Цфасмана, братьев Покрасс и многих других.

### Клезмер в кино
- Скрипач на крыше
- Приключения раввина Якова
- Секреты